# Alphonse de Neuville

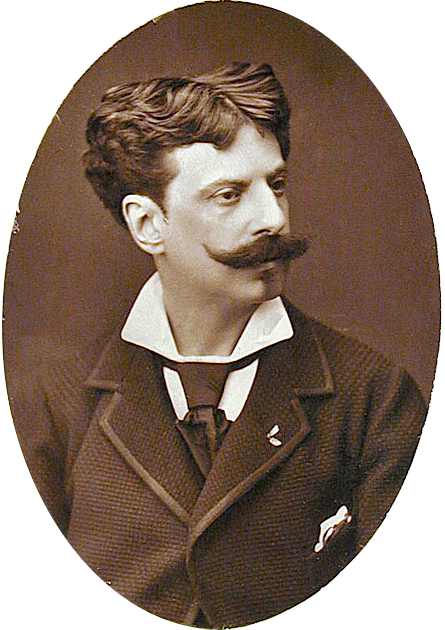
Alphonse de Neuville.

Alphonse-Marie-Adolphe de Neuville, född den 31 maj 1836 i Saint-Omer, död den 20 maj 1885 i Paris, var en fransk målare.
de Neuville, som var son av rika föräldrar, skickades 1852 till en förberedande militärskola i Lorient. Där visade sig hans konstnärliga anlag, och han fick undervisning i perspektiv och teckning efter naturen. Hans familj nekade honom emellertid att gå in i krigsskolan. Han for till Paris för att läsa juridik och tog sin examen, efter att han likväl tillbragt en god del av sin tid vid École militaire och på Marsfältet med studier av de franska soldaternas övningar. 
Nu ägnade han sig helt åt målarkonsten, blev lärjunge av Picot, men studerade mest på egen hand. År 1858 utförde han sin första tavla, Batteriet Gervais (scen från Krimkriget), och erhöll efter varandra ett par medaljer, men inga beställningar. För att kunna leva måste han kasta sig på illustrationen och blev snart en av Frankrikes främsta illustratörer. De mest kända av hans arbeten i denna väg finns i tidskriften "Tour du monde" och i Guizots Histoire de France. 
Under 1860-talet fortfor han att måla ämnen från Krimkriget och italienska kriget. Hit hör hans Fotjägare, som övergår Tjernaja (1868, Lilles museum), vari han första gången tar steget fullt ut från det relativt traditionella skildringssätt han ditintills följt till framställning av episoden, som sedan blev hans och med honom det moderna krigsmåleriets uppgift. I 1870 års krig tjänstgjorde han som geniofficer och sedan som ordonnansofficer i general Talliers stab. 
de Neuville var med om flera strider norr om Paris, genomströvade slagfälten vid Le Bourget och Champigny samt beredde sig därmed att bli krigets skildrare i levande bild. Bland hans arbeten från den följande tiden märks Les dernières cartouches ("De sista patronerna", 1873), som länge fanns i efterbildning snart sagt i varje stuga i Frankrike. Samma år utställde han Strid på en järnvägsbank (Chantilly). År 1874 följde flera bilder från Belfort och 1877 Överraskning i dagbräckningen (snöstämning).
År 1878 kom så "Le Bourget" (skildrar stridens slut, då fransmännens sårade chef bärs ut ur kyrkan - en trots det lilla formatet monumentalt storslagen framställning; skiss i Luxembourgmuseet). År 1881 följde Striden på kyrkogården vid Saint Privat (Luxembourg), 1882 Slaget vid Champigny, målat som diorama av de Neuville och Detaille (kompositionens huvuddel sedan uppsatt i Versailles galleri, Striden vid Champigny även i Petit Palais, Paris), 1884 Parlamentären (Louvren). 
de Neuville var en överlägsen tecknare, mästare i att framställa figurer - även massor av människor och hästar - i häftigaste rörelse och att ge kompositionen dramatisk spänning. Karaktären såväl av franska som tyska soldater är utmärkt och utan överdrift eller partiskhet. Hans färg är mustig och stark, men ganska mörk och tung, behandlingssättet energiskt och livfullt. de Neuvilles staty (av de Saint-Vidal) restes 1889 på Place de Wagram i Paris.